# 1723
Évszázadok: 17. század – 18. század – 19. század
Évtizedek: 1670-es évek – 1680-as évek – 1690-es évek – 1700-as évek – 1710-es évek – 1720-as évek – 1730-as évek – 1740-es évek – 1750-es évek – 1760-as évek – 1770-es évek
Évek: 1718 – 1719 – 1720 – 1721 –  1722 – 1723 – 1724 – 1725 – 1726 – 1727 – 1728

## Események
- A magyar országgyűlés az 1723. évi  1-3. törvénycikkekben elfogadja a Pragmatica sanctiót, melyben többek között engedélyezik a nőági örökösödést a magyar trónon.[1]
- március 28.: tűzvész következtében elpusztul a korabeli Buda jelentős része, a mentést végzők közül 12 ember meghal, 10 főt eltűntnek nyilvánítanak.[2]
- szeptember 23.  (Julián naptár szerint szeptember 12.): Megköttetik a szentpétervári béke, lezárul az orosz–perzsa háború.[3]

## Születések
- január 25. – La Clairon francia színésznő († 1803)
- március 31. – V. Frigyes, Dánia és Norvégia királya, Schleswig és Holstein hercege († 1766)
- április 30. – Mathurin Jacques Brisson, francia zoológus és természetfilozófus († 1806)
- június 5. – Adam Smith, skót közgazdász († 1790)
- június 13. – Giovanni Antonio Scopoli, természettudós, geológus, kémikus, tanár, entomológus († 1788)
- július 9. – Makó Pál, magyar matematika- és fizikaprofesszor, a budai egyetem bölcsészeti karának igazgatója, analízis és algebratankönyvek szerzője († 1793)
- július 10. – William Blackstone, angol jogász és író († 1780)
- július 11. – Joshua Reynolds, angol festő († 1792)
- július 16. – Jean-François Marmontel, francia történész és író, enciklopédista († 1799)
- augusztus 13. – Weszprémi István, orvos, a hazai orvostörténet-írás úttörője († 1799)
- szeptember 11. – Pray György, jezsuita szerzetes, történetíró, a budai, majd pesti egyetemi könyvtár vezetője († 1801)
- szeptember 25. – Friedrich Melchior Grimm, német születésű francia író, enciklopédista († 1807)
- december 22. – Carl Friedrich Abel német zeneszerző († 1787)

Bizonytalan dátum
- Küzmics István, magyarországi szlovén biblia-fordító († 1779)
- Caroline Lennox, Richmond 2. hercege leánya, Henry Fox angol politikus felesége († 1774)

## Halálozások
- február 25. – Sir Christopher Wren, angol építész, matematikus, csillagász (* 1632)
- március 7.  – XIII. Ince pápa (* 1655)[4]
- április 5. – Johann Bernhard Fischer von Erlach, osztrák barokk építész (* 1656)
- augusztus 21. – II. Demeter (Dimitrie), moldvai fejedelem (* 1673)
- augusztus 30. – Anton van Leeuwenhoek, holland biológus, egyebek mellett a baktériumok felfedezője (* 1632)
- december 2. – Orléans-i Fülöp, II. Fülöp néven Orléans hercege, XV. Lajos király mellett Franciaország régense (* 1674)
- december 7. – Jan Blažej Santini-Aichel, cseh építész (* 1677)